# Earl of Halifax

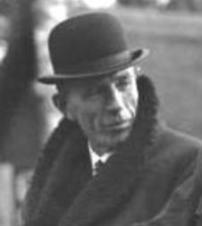
Edward Wood, 1. Earl of Halifax

Wappen der Earls of Halifax (vierter Verleihung)

Earl of Halifax ist ein erblicher britischer Adelstitel, benannt nach der Stadt Halifax in Yorkshire. Der Titel wurde bislang viermal verliehen.
Daneben wurde zweimal der Titel des Viscount Halifax sowie je einmal die Titel Baron Halifax und Marquess of Halifax geschaffen.

## Verleihungen
Der Titel wurde erstmals im Jahre 1679 in der Peerage of England an Sir George Savile, 4. Baronet, verliehen. Dieser war ein bedeutender Politiker und spielte später eine wichtige Rolle während der Glorious Revolution. Der Titel erlosch 1700 mit dem Tode des Sohnes von George Savile, der keine männlichen Abkömmlinge hatte.
Die zweite Verleihung erfolgte 1714 in der Peerage of Great Britain an Charles Montagu. Dieser hatte u. a. die Verhandlungen zwischen England und Schottland geleitet, die zum Act of Union 1707 führten. Im darauf folgenden Jahr starb Montagu. Der Titel erlosch, weil er keine männlichen Abkömmlinge hatte.
Schon einen Monat später wurde die Earlswürde erneut geschaffen und George Montagu, dem nächsten Angehörigen, einem Neffen von Charles Montagu, verliehen. Dessen Sohn, der zweite Earl, starb 1771 wiederum ohne männlichen Abkömmling, so dass der Titel wieder erlosch.
1944 wurde der Titel schließlich zum vierten Mal verliehen, dieses Mal in der Peerage of the United Kingdom an Edward Frederick Lindley Wood, 3. Viscount Halifax. Dieser hatte zu diesem Zeitpunkt bereits eine lange politische Karriere in herausragenden Ämtern hinter sich. So war er Vizekönig von Indien (1926–1931) und Außenminister (1938–1940) gewesen.

## Nachgeordnete Titel
Bevor Wood zum Vizekönig von Indien ernannt wurde, verlieh der König ihm 1925, wie in vergleichbaren Fällen üblich, die Würde eines Baron Irwin, of Kirby Underdale in the County of York. Dieser Titel wird nun als nachgeordneter Titel geführt.
Beim Tode seines Vaters im Jahre 1934 hatte Wood bereits dessen Titel Viscount Halifax, of Monk Bretton im West Riding of the County of York, sowie die Würde eines Baronets, of Barnsley in the County of Yorkshire, geerbt. Die Viscountswürde war 1866 an Charles Wood, den Großvater des Earls, verliehen worden, ebenfalls ein bedeutender Politiker seiner Zeit. Dessen Großvater wiederum, Francis Wood, war 1784 zum Baronet erhoben worden. Beide Titel sind daher mit der Earlswürde verbunden.
Der Heir Apparent führt den Höflichkeitstitel Lord Irwin.

## Weitere Titel
Auch die vorhergehenden Verleihungen waren mit weiteren Titeln verbunden.
So war der Urgroßvater von George Savile, der denselben Namen hatte, bereits 1611 zum Baronet, of Thornhill, erhoben worden. Der Earl selbst war bereits 1668 zum Viscount Halifax und Baron Savile, of Eland in the County of York, erhoben worden. 1682 wurde er Marquess of Halifax. Alle Titel bis auf die Baronetswürde erloschen mit dem Tode des Sohnes von Savile im Jahre 1700, während letztere erst 1784 mit dem Ableben des achten Baronets unterging.
Charles Montagu war schon 1700 als Baron Halifax, of Halifax in the County of York, in den Adelsstand erhoben worden. Dieser Titel war mit einer besonderen Nachfolgeklausel dergestalt verbunden, dass der Neffe George, der spätere erste Earl der Verleihung von 1715, den Titel erben konnte, falls sein Onkel ohne männlich Abkömmlinge versterben sollte. Diese Klausel führte dann 1715 dazu, dass dieser Titel anders als die Earlswürde und der 1714 gleichzeitig verliehene Titel des Viscount Sudbury beim Tode von Charles Montagu nicht erlosch.
George Montagu, der Neffe, erhielt mit der 1715 verliehenen Earlswürde wiederum auch den Titel eines Viscount Sudbury übertragen. Dieser erlosch ebenso wie die ererbte Baronie ebenfalls 1771.

## Liste der Barone und Viscounts Halifax sowie Earls und Marquesses of Halifax

### Viscounts Halifax, erste Verleihung (1668)
- George Savile, 1. Viscount Halifax (1633–1695), (1679 zum Earl of Halifax erhoben)

### Earls of Halifax, erste Verleihung (1679)
- George Savile, 1. Earl of Halifax (1633–1695), (1682 zum Marquess of Halifax erhoben)

### Marquesses of Halifax (1682)
- George Savile, 1. Marquess of Halifax (1633–1695)
- William Savile, 2. Marquess of Halifax (1665–1700)

### Earls of Halifax, zweite Verleihung (1714)
- Charles Montagu, 1. Earl of Halifax (1661–1715)

### Barone Halifax (1701)
- Charles Montagu, 1. Earl of Halifax, 1. Baron Halifax (1661–1715)
- George Montagu, 2. Baron Halifax (1685–1739), (1715 zum Earl of Halifax erhoben)

### Earls of Halifax, dritte Verleihung (1715)
- George Montagu, 1. Earl of Halifax (1685–1739)
- George Montagu-Dunk, 2. Earl of Halifax (1716–1771)

### Viscounts Halifax, zweite Verleihung (1866)
- Charles Wood, 1. Viscount Halifax (1800–1885)
- Charles Wood, 2. Viscount Halifax (1839–1934)
- Edward Frederick Lindley Wood, 3. Viscount Halifax (1881–1959), (1944 zum Earl of Halifax erhoben)

### Earls of Halifax, vierte Verleihung (1944)
- Edward Frederick Lindley Wood, 1. Earl of Halifax (1881–1959)
- Charles Ingram Courtenay Wood, 2. Earl of Halifax (1912–1980)
- Charles Edward Peter Neil Wood, 3. Earl of Halifax (* 1944)

Titelerbe ist der Sohn des jetzigen Earls, James Charles Wood, Baron Irwin (* 1977). Dessen Titelerbe ist sein Sohn, Hon. Rex Patrick Wood (* 2010).